# Heaven (canção dos D mol)
```
" 
Heaven
 " é uma música interpretada pelo grupo vocal montenegrino 
D mol
 . Foi escolhido para representar o 
Montenegro
 no 
Festival Eurovisão da Canção 2019
 a 9 de fevereiro de 2019.
[
1
]
```